# Konrad Czerniak
Konrad Czerniak (* 11. Juli 1989 in Puławy) ist ein polnischer Schwimmer. Spezialisiert auf die Lagen Freistil und Schmetterling ist er Vizeweltmeister und dreifacher Europameister.
2011 wurde er in Shanghai hinter Michael Phelps (50,71 s) in 51,15 s Vizeweltmeister über 100 m Schmetterling. Bei den Olympischen Spielen 2012 in London wurde er über diese Strecke Achter in 52,05 s.
2014 wurde er in Barcelona Europameister über die gleiche Strecke in 51,38 s vor László Cseh (51,89 s).
Als Kurzbahneuropameister 2011 in Stettin wiederum auf der gleichen Strecke unterbot er die 50-Sekunden-Marke und gewann in 49,62 s vor dem Russen Korotyschkin (49,88 s). Bei derselben Veranstaltung siegte er über 50 m Freistil in 20,88 s vor dem Russen Fessikow (20,95 s).